# 글벗초등학교
글벗초등학교는 대한민국 세종특별자치시에 있는 공립 초등학교이다.

## 연혁
- 2017년 3월 1일 글벗초등학교 개교(22학급)
- 2017년 3월 1일 허성애 초대 교장 부임
- 2017년 3월 2일 27학급 편성(5학급 증설)
- 2017년 3월 2일 시업식(2~6학년 437명)
- 2017년 3월 3일 입학식(신입생 137명)
- 2017년 5월 1일 개교기념일
- 2018년 1월 8일 졸업식, 종업식
- 2018년 3월 2일 입학식(128명) 및 시업식(28개학급, 총636명)